# Путь на Голгофу (картина Питера Брейгеля)
«Путь на Голгофу» («Несение креста») (нидерл. De kruisdraging van Christus, нем. Die Kreuztragung Christi) — картина Питера Брейгеля Старшего. Картина находится в собрании Музея истории искусств в Вене.

## История
Картина входит в число шестнадцати полотен Брейгеля Старшего, включенных в инвентарный список богатого антверпенского коллекционера Никласа Йонгелинка, составленный в 1566 году. Йонгелинк, неоднократно обращавшийся к Брейгелю, возможно, выступил в роли заказчика и этой работы. Произведения Брейгеля из коллекции Йонгелинка перешли во владение городских властей Антверпена в год составления списка. В 1604 году работа упоминается в составе пражской коллекции императора Священной Римской империи Рудольфа II, откуда она была перевезена в Вену. С 1809 по 1815 год работа в составе других военных трофеев, реквизированных Наполеоном Бонапартом, находилась в Париже.

## Сюжет и композиция
Композиция произведения достаточно традиционна, что в целом нетипично для художника: Брейгель воспроизводит хорошо известную композиционную схему художественного изображения пути Христа на Лобное место, уже использованную такими мастерами, как Брунсвик Монограммист и современник Брейгеля Питер Артсен. Фигура Христа словно теряется в огромном скоплении человеческих фигур: этот маньеристский прием воспроизводится и в «Обращении Савла», и в «Проповеди святого Иоанна Крестителя». В картине есть отсылка к Евангелию от Луки: когда у Христа закончились силы нести крест, римские солдаты привлекли к этому другого человека — Симона Киринеянина (Лк 23:26-27). Сцена, в которой вооружённые пиками солдаты забирают упирающегося Симона у жены, изображена в левой части картины.

## Кинематограф
Польский режиссёр Лех Маевски в 2011 году снял по искусствоведческой книге Майкла Гибсона «Мельница и крест» фильм с одноименным названием. В этом шведско-польском фильме воссоздается исторический контекст Фландрии времени Северного Возрождения, а персонажи картины оживают. Роль Питера Брейгеля играет Рутгер Хауэр, а в роли его патрона Никласа Йонгелинка выступает Майкл Йорк.

## Галерея фрагментов

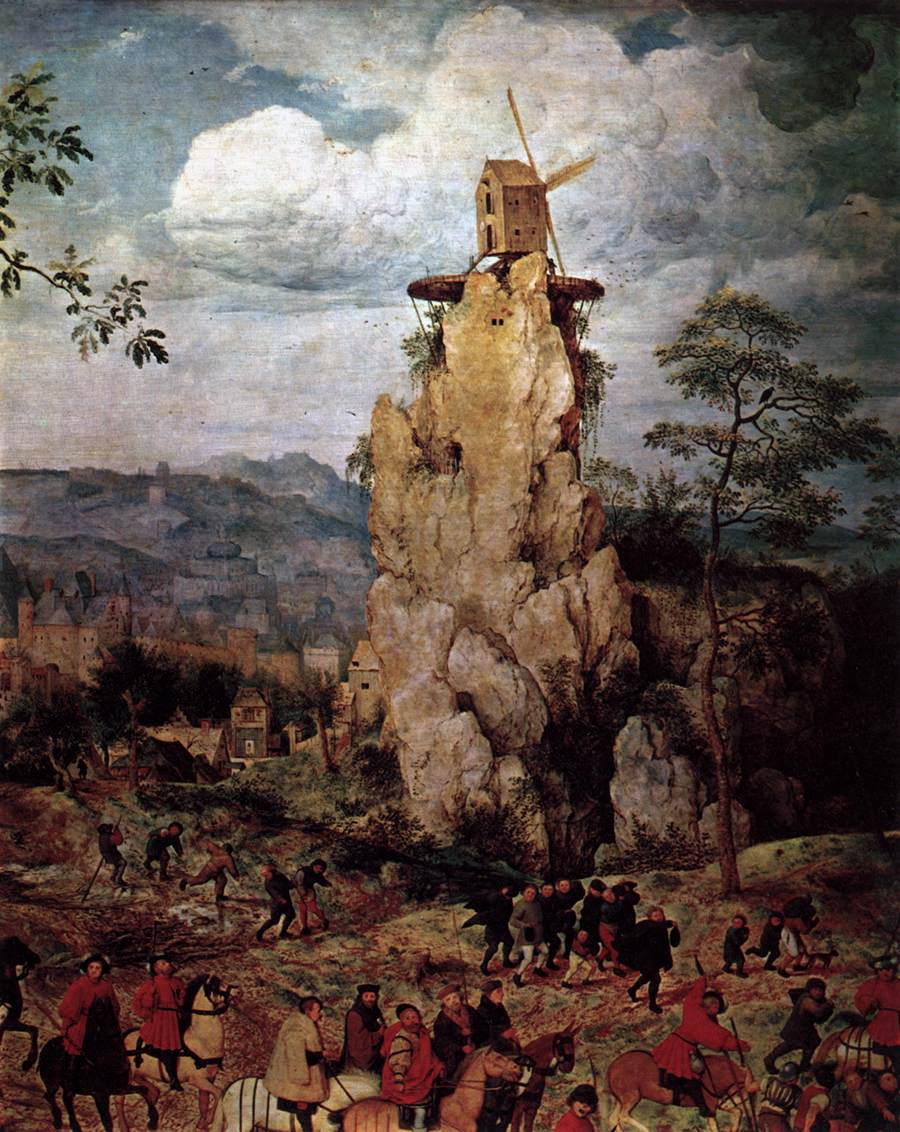
Фрагмент 1 (верхнее левое поле)
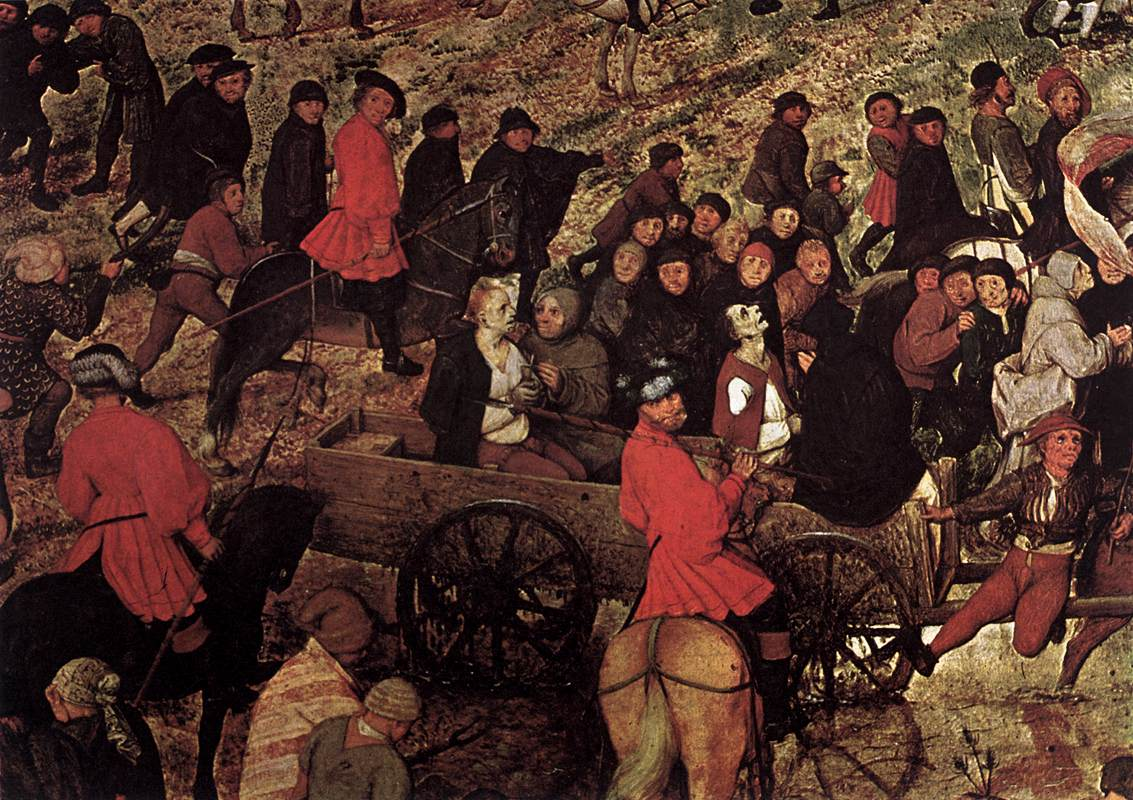
Фрагмент 2 (справа от центра)
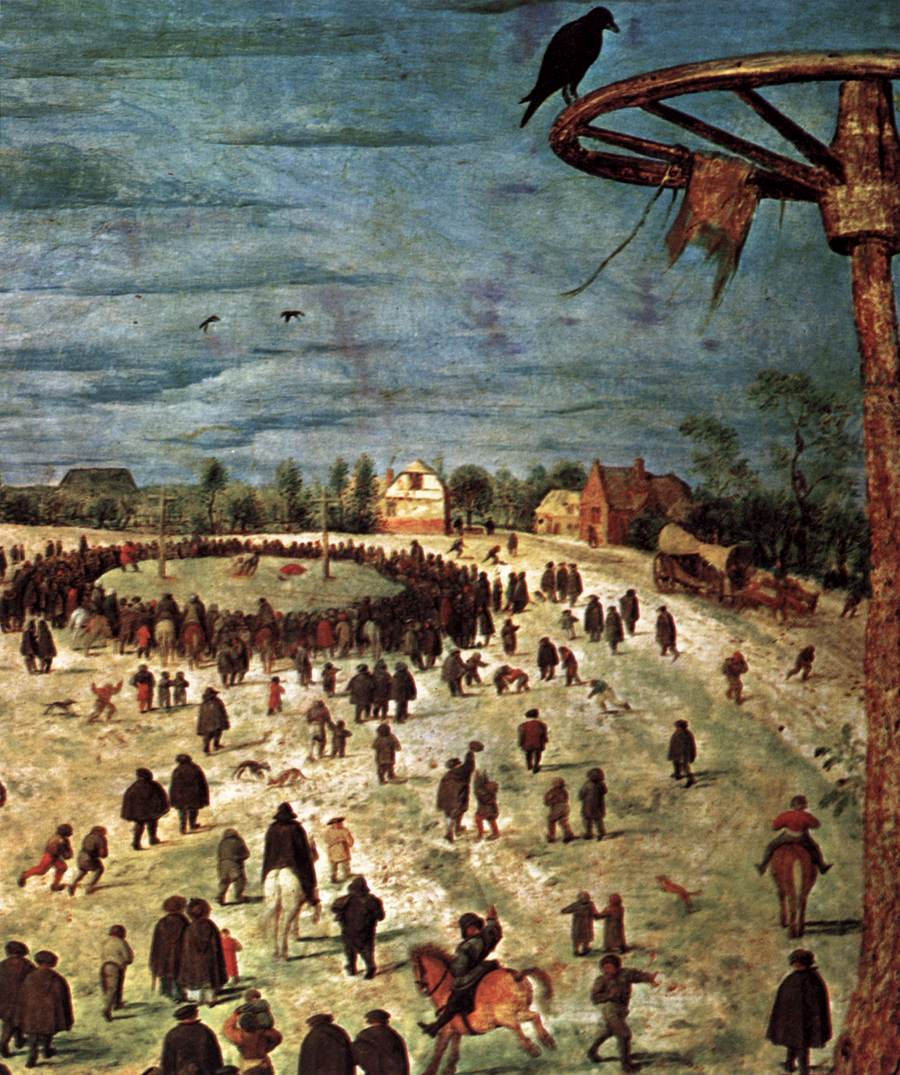
Фрагмент 3 (правое поле)
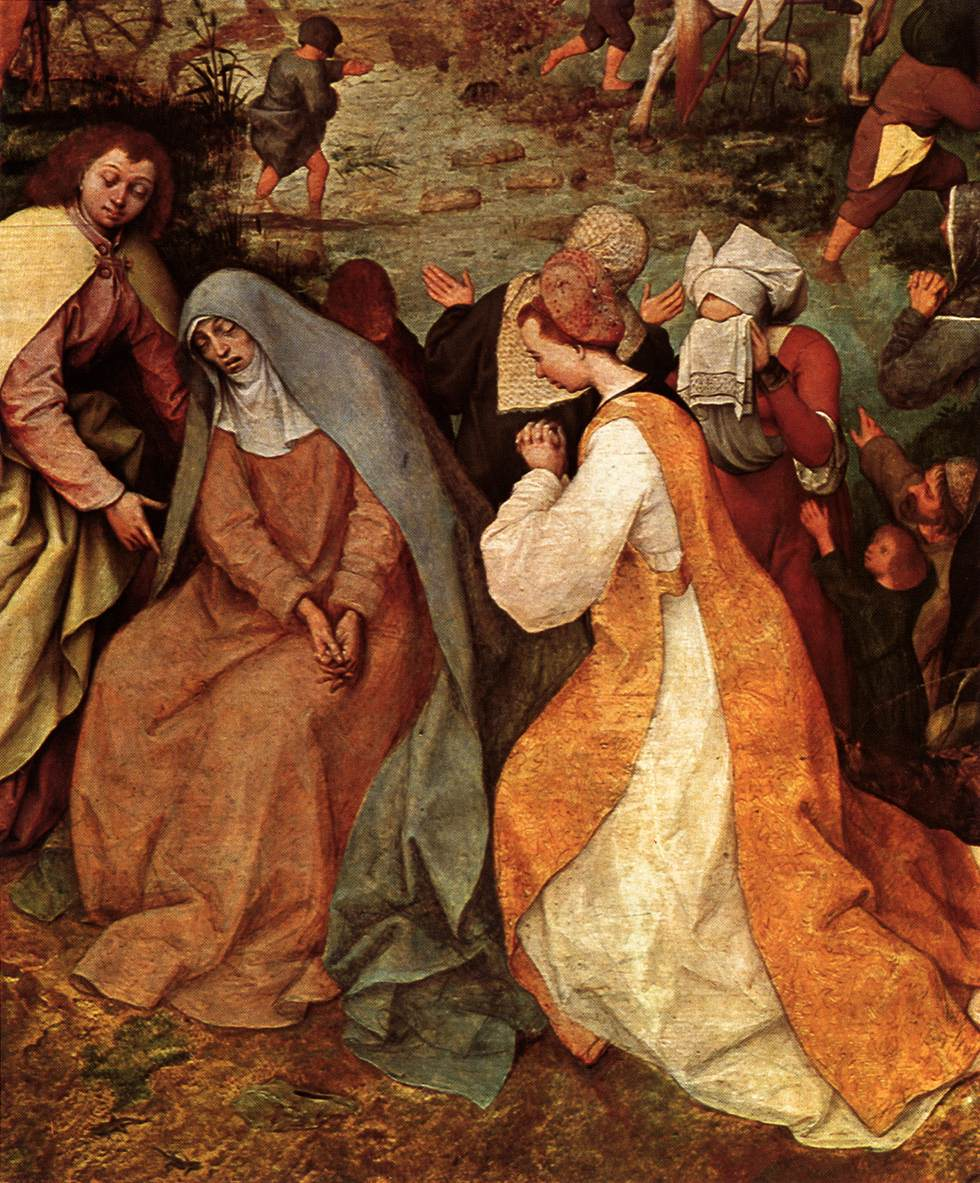
Фрагмент 4 (нижнее правое поле)
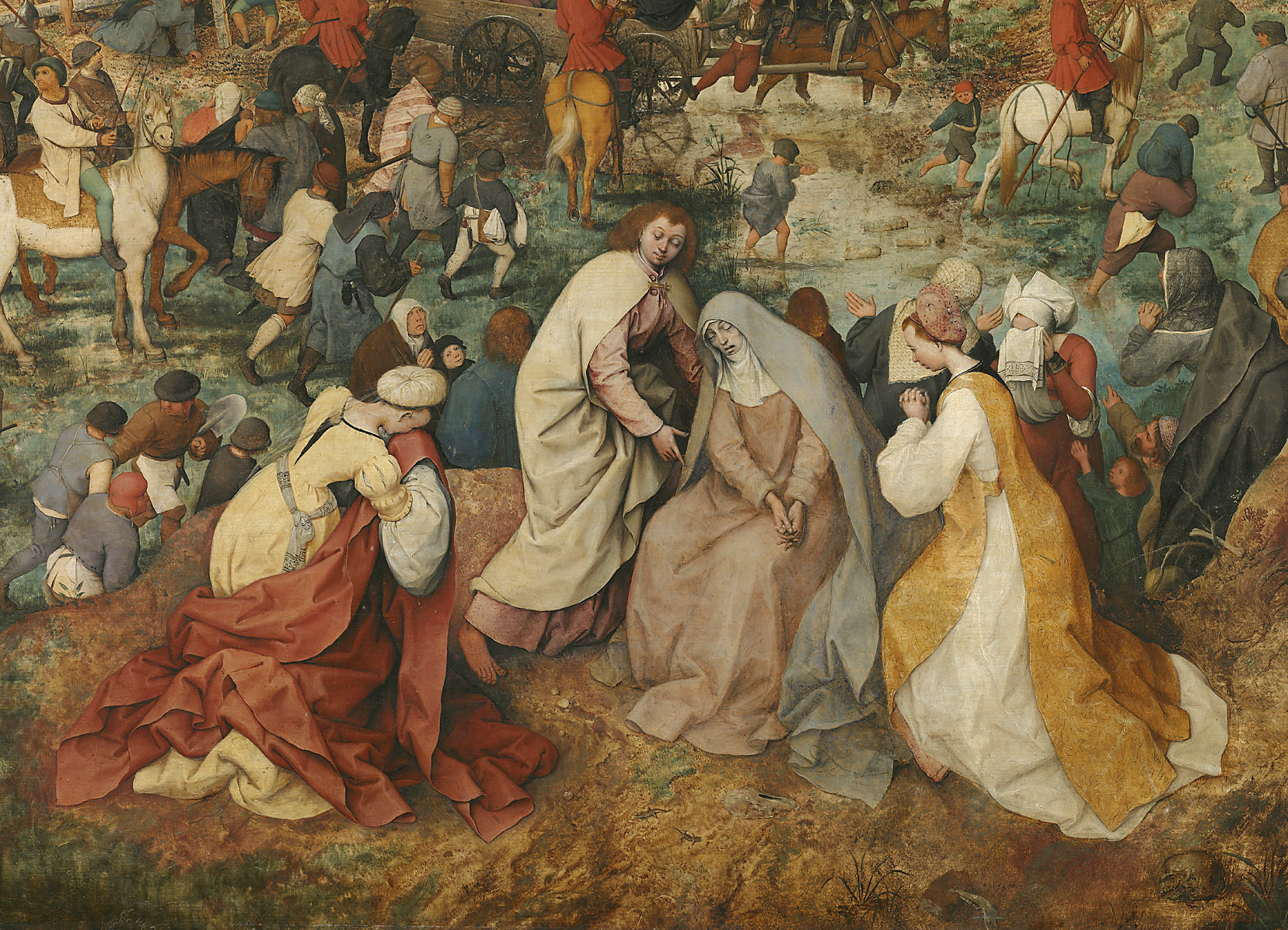
Три Марии и святой Иоанн Богослов
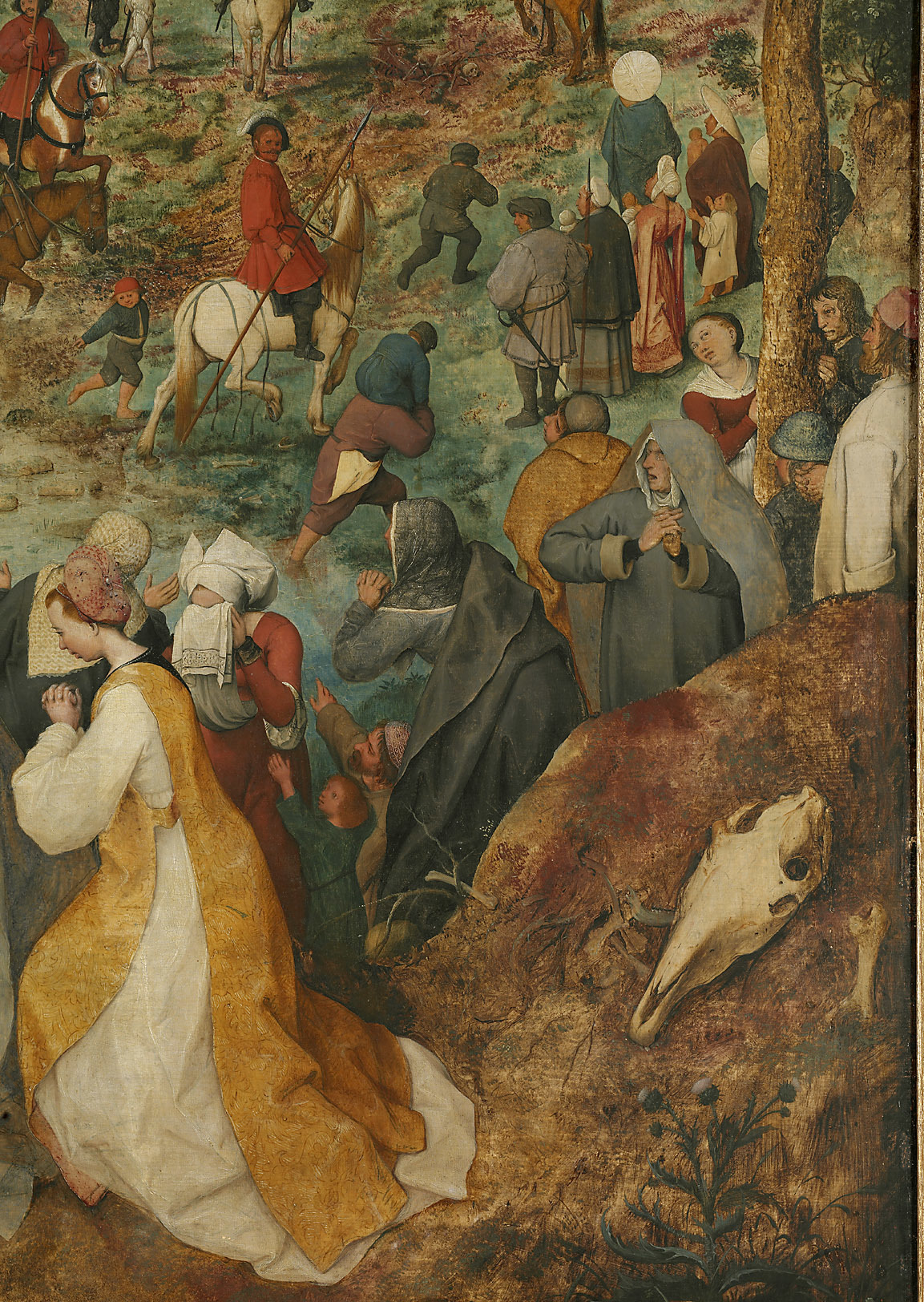
Череп и люди
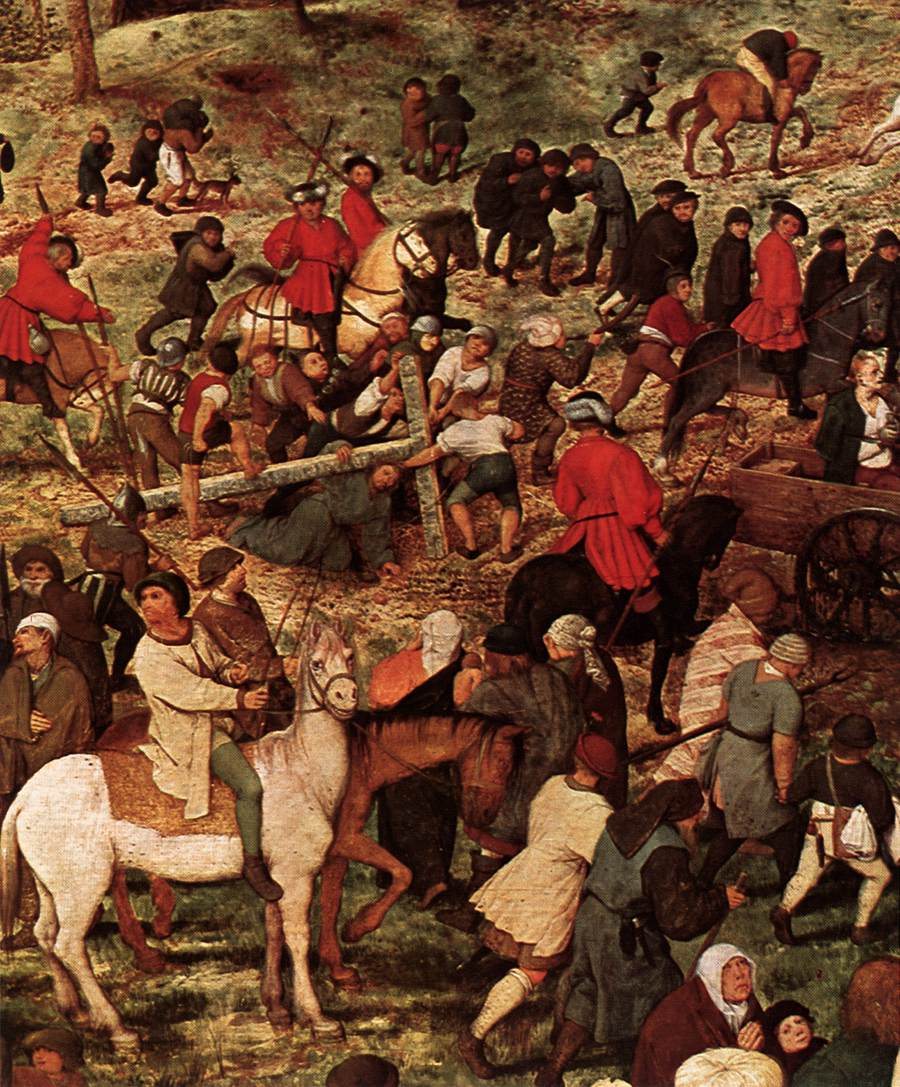
Христос падает под тяжестью креста
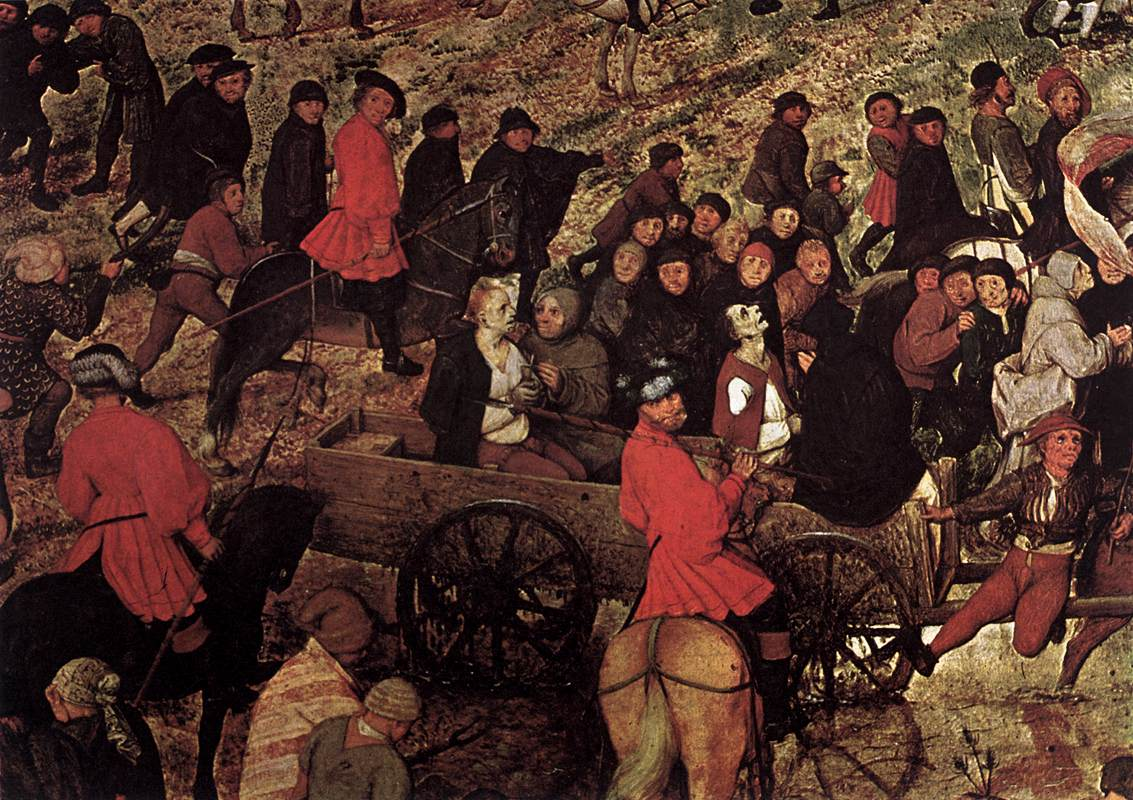
Тележка с двумя разбойниками
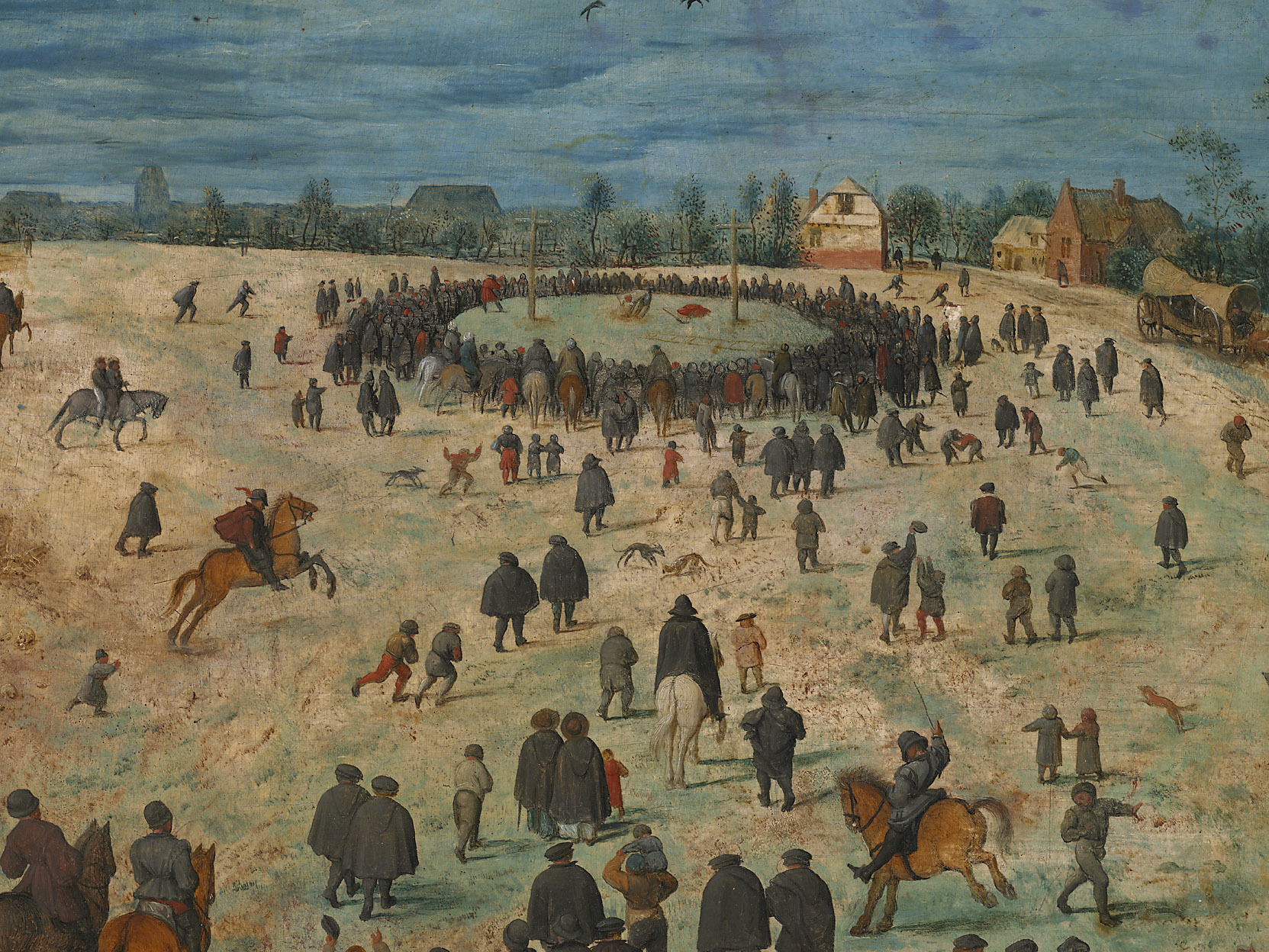
Голгофа
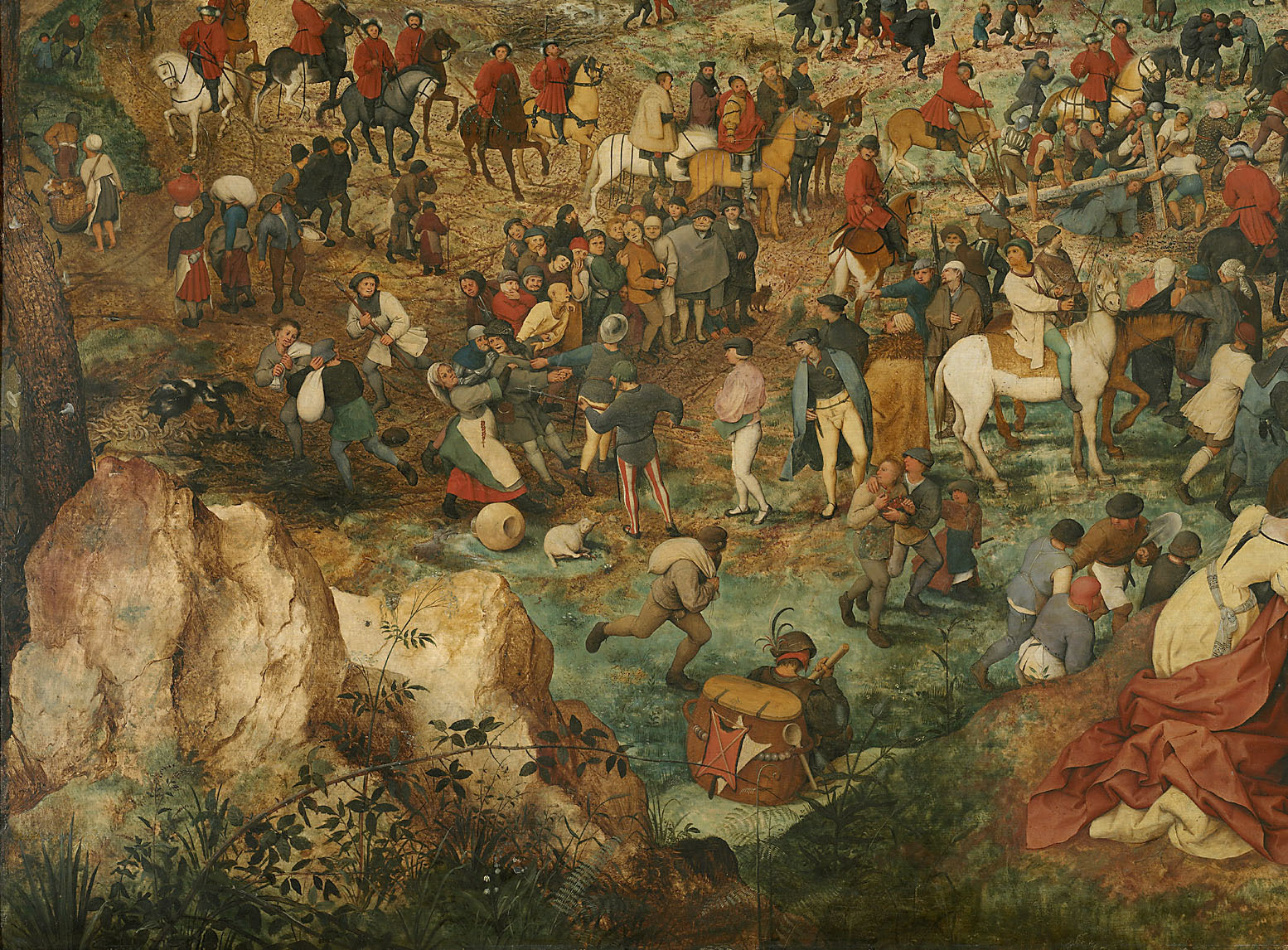
Симон Киринеянин
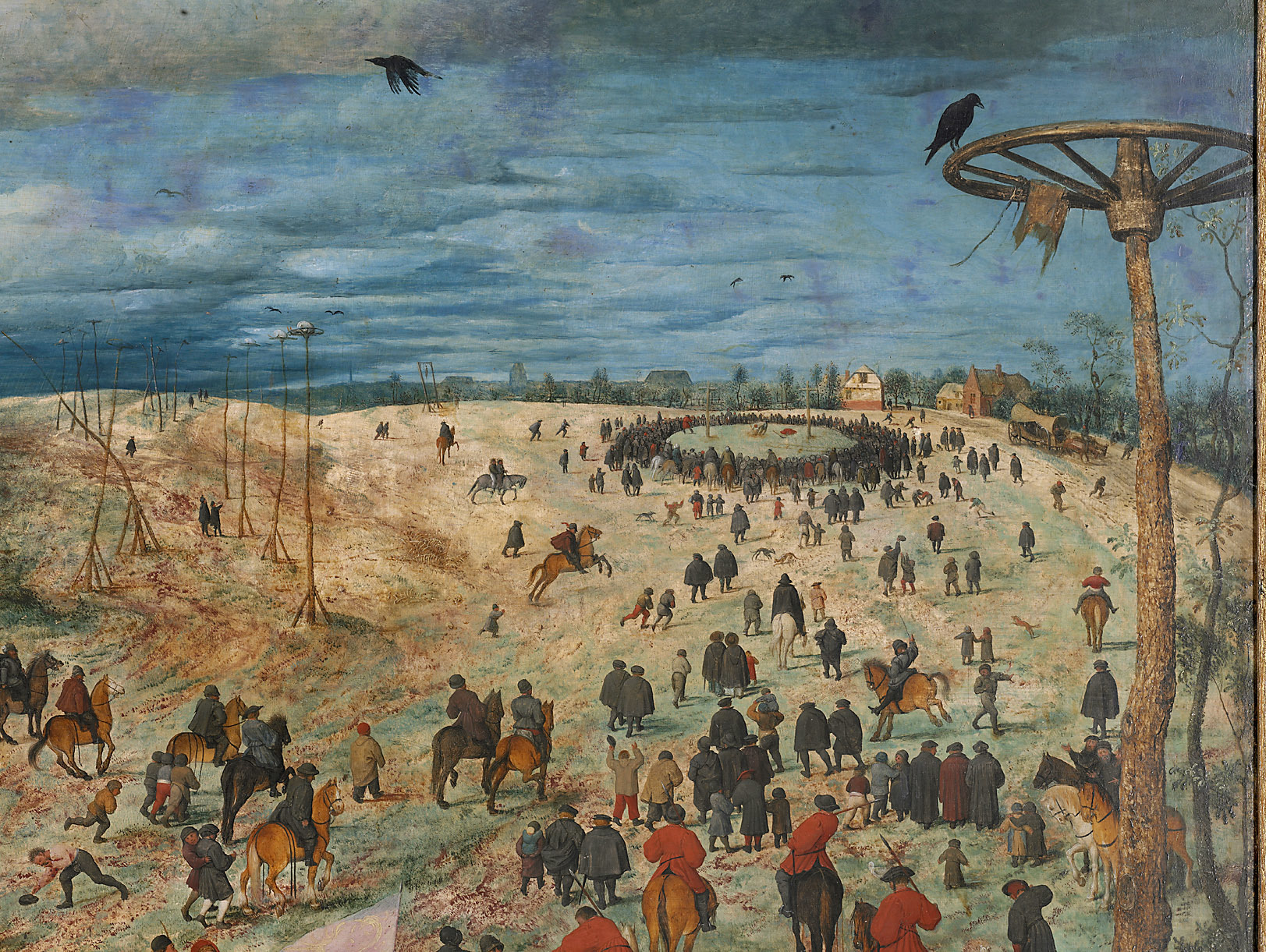
Столб и вороны
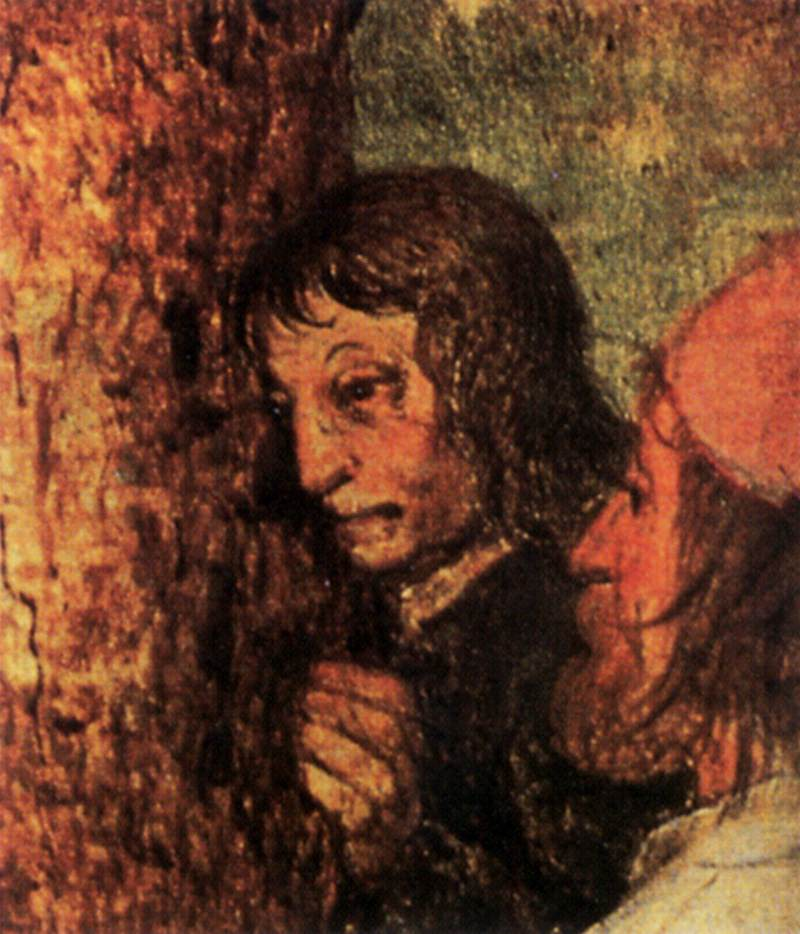
Две фигуры у подножия столба
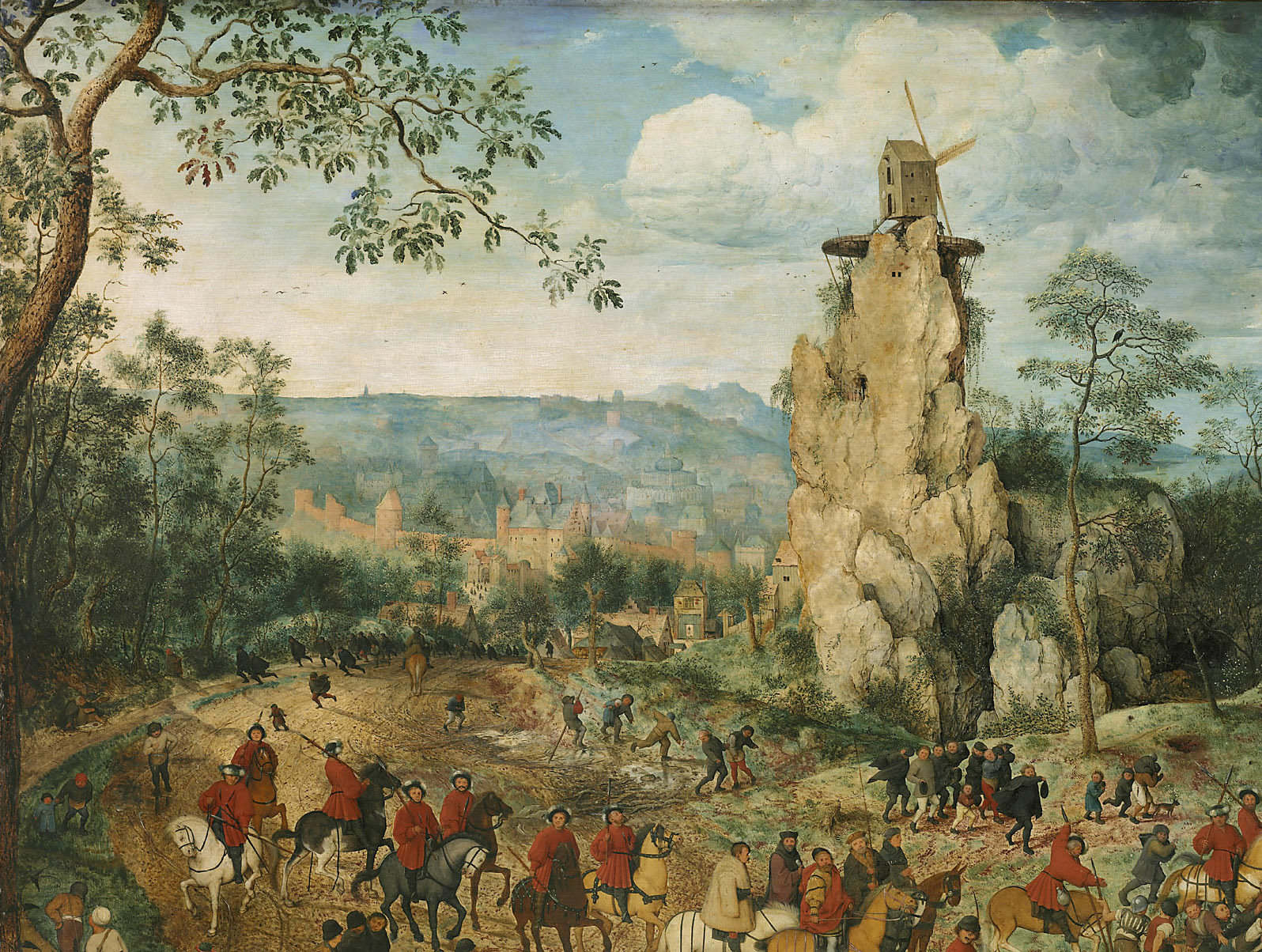
Пейзаж